# Челяба (Иркутская область)
Челя́ба — деревня в Зиминском районе Иркутской области России. Входит в состав Услонского муниципального образования.

## География
Деревня находится на расстоянии примерно 5 км к северо-западу от города Зима, административного центра района.

## Население
| 2002 | 2010 | 2011 | 2012 |
| ---- | ---- | ---- | ---- |
| 30   | ↗31  | →31  | ↘30  |

### Гендерный состав
По данным Всероссийской переписи, в 2010 году в деревне проживал 31 человек (16 мужчин и 15 женщин).